# Viaje sangriento
Viaje sangriento (en inglés: Bloodride) es una serie de televisión noruega creada por Kjetil Indregard y Atle Knudsen. Lanzada para Netflix en el año 2020.

## Argumento
La serie sigue los eventos de un grupo de personas unidas solo por el hecho de que viajan en el mismo autobús, generalmente de forma inquietante y aterradora. Cada episodio cuenta la historia de un grupo de pasajeros, que mezcla un sutil humor negro con la inquietud y lo sobrenatural.
El sacrifico definitivo
Una familia se muda a un pequeño pueblo donde todos los habitantes del lugar se apegan mucho a sus mascotas.
Tres hermanos zumbados
Un hombre recién salido de un hospital psiquiátrico planea viajar a una remota cabaña con sus hermanos y una extraña joven.
El escritor malvado
Una estudiante de escritura se sumerge en un mundo de imaginación.
Ratas de laboratorio
Un empresario de una industria farmacéutica humilla a sus empleados y a su esposa después de sospechar que alguno de ellos le ha quitado algo.
La vieja escuela
Un joven maestra de la ciudad comienza a dar clases en una escuela rural mientras que investiga un supuesto asesinato que transcurrieron hace años en ese lugar.
El elefante en la habitación
Durante una fiesta de trabajo, dos empleados nuevos oyen algunos rumores extraños, y deciden tratar de resolver el misterio cuando uno de sus compañeros salta del techo.

## Episodios
La primera temporada se compone de 6 episodios, cada uno con una historia independiente, excepto por leves detalles y referencias.

## Distribución
El primer avance fue lanzado el 3 de marzo del año 2020. La serie fue lanzada completamente por Netflix el 16 de marzo de 2020.